# ذراع الهجل (السدة)

تعديل مصدري - تعديل

ذراع الهجل محلة تابعة لقرية الهجر، التابعة لعزلة المرخام بمديرية السدة إحدى مديريات محافظة إب في الجمهورية اليمنية.، بلغ تعداد سكانها 64 حسب تعداد اليمن لعام 2004.